# Praktnäva
Praktnäva (Geranium himalayense) är en näveväxtart som beskrevs av Klotzsch in Klotzsch och Christian August Friedrich Garcke. Enligt Catalogue of Life ingår Praktnäva i släktet nävor och familjen näveväxter, men enligt Dyntaxa är tillhörigheten istället släktet nävor och familjen näveväxter. Arten förekommer tillfälligt i Sverige, men reproducerar sig inte. Inga underarter finns listade i Catalogue of Life.